# Johann von Löwenthal

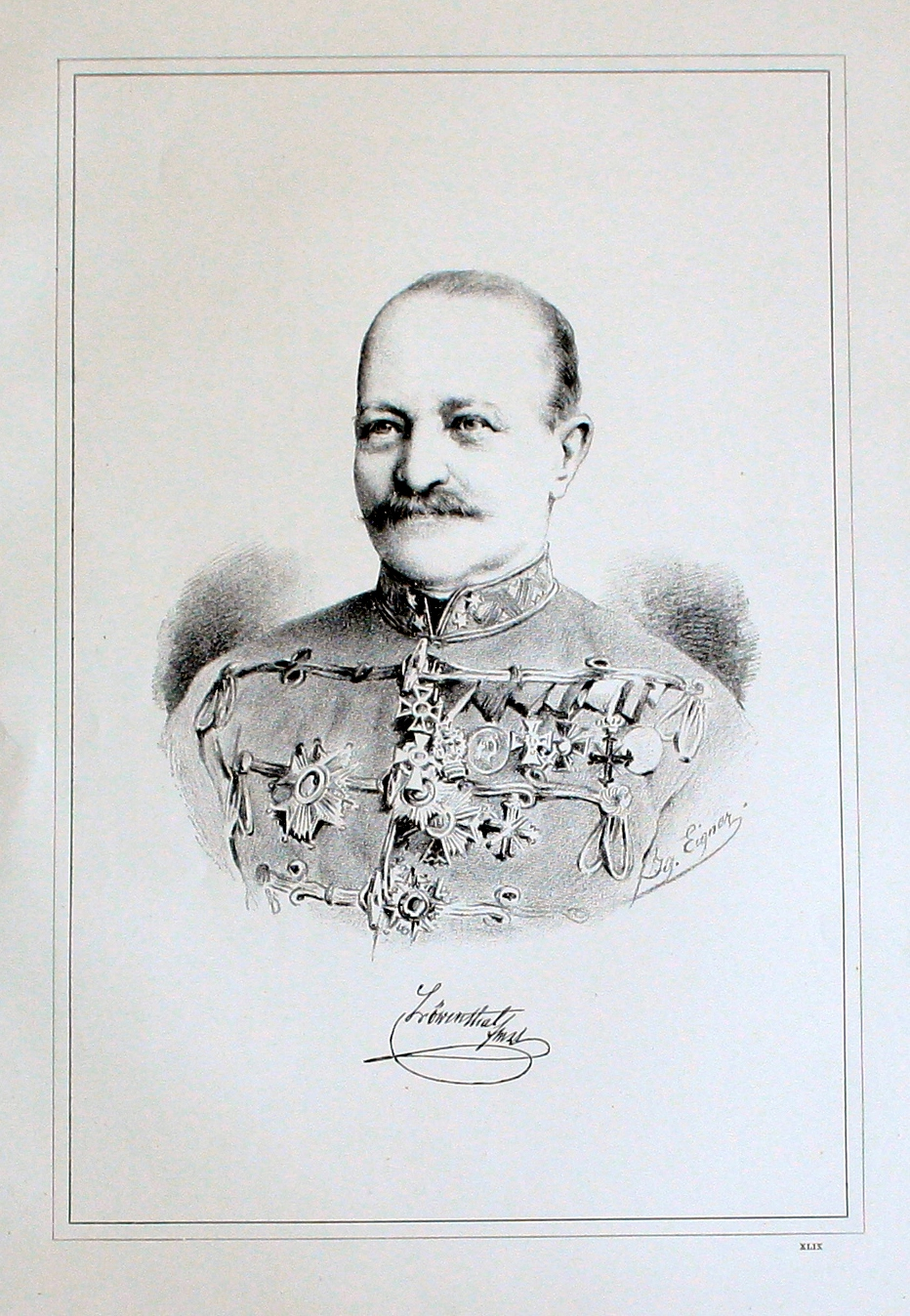
Johann von Löwenthal (um 1880), Lithographie von Ignaz Eigner

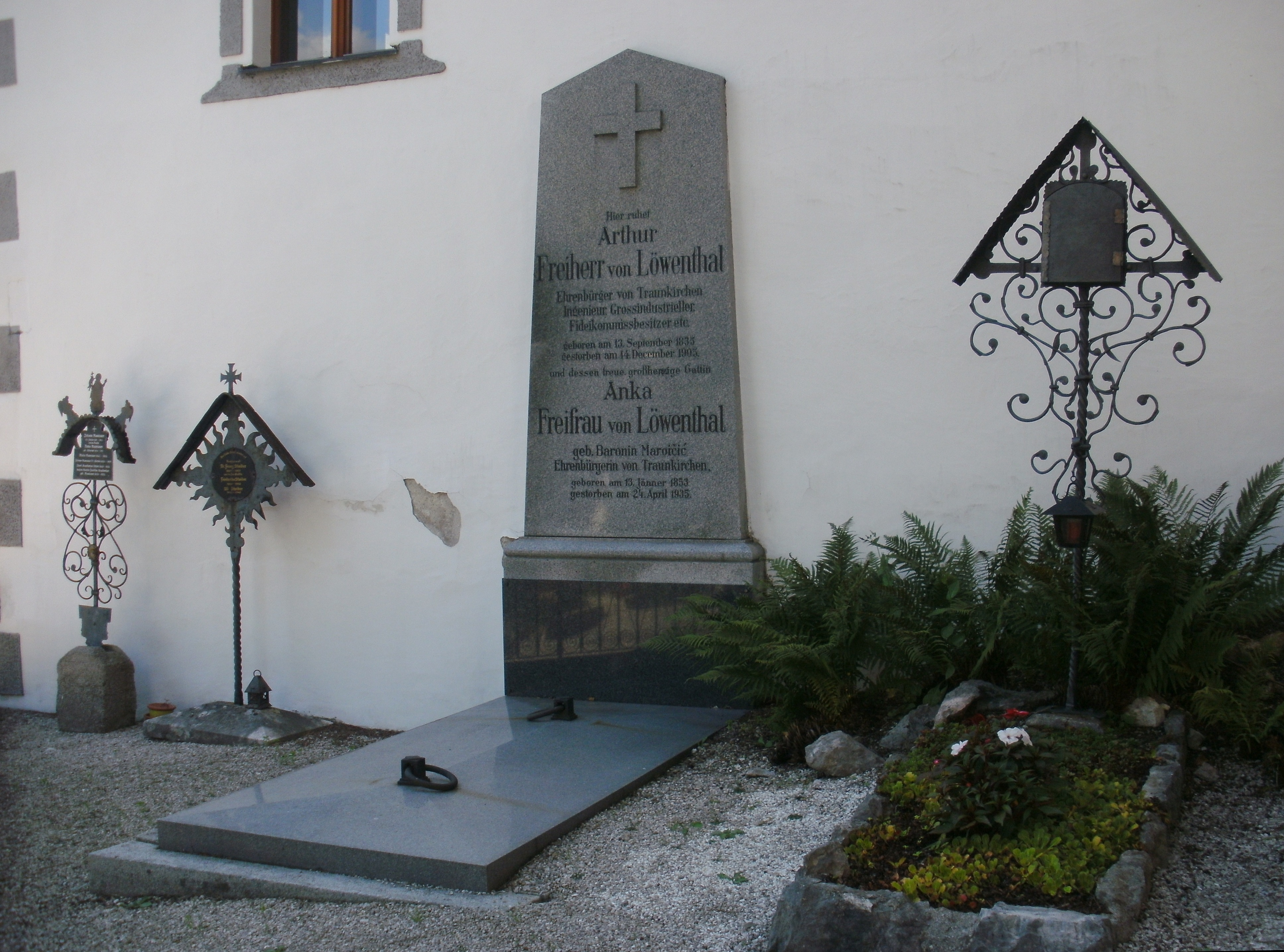
Traunkirchen, Grab von Löwenthals Sohn Arthur und dessen Ehefrau Anka (geb. Freiin von Maroicic).

Johann Freiherr von Löwenthal (* 4. Juli 1803 in Wien; † 14. Februar 1891 in Paris) war ein kaiserlich österreichischer Offizier, zuletzt Feldmarschallleutnant, und Attaché.

## Leben
Johann Freiherr von Löwenthal entstammte der ursprünglich badischen Familie Löwenthal und war der Sohn von Jacob von Löwenthal, Großhändler, Großgrundbesitzer, Nationalbankdirektor und Vorstand der österreichischen ersten Sparkasse. Jacob von Löwenthal wurde 1823 als Edler in den österreichischen Adelsstand erhoben, erhielt 1830 den österreichischen Ritterstand und im gleichen Jahr die niederösterreichische Landmannschaft im Ritterstand sowie 1833 die böhmische Landmannschaft im Ritterstand. Johanns Vetter Max von Löwenthal war ein bekannter Schriftsteller, er schrieb unter dem Pseudonym Leo Walthen (Anagramm von „Löwenthal“).
Johann studierte zunächst Philosophie in Wien und trat 1824 als Kadett in das Ulanenregiment Nr. 4 ein. Bereits ein Jahr später wurde er zum Leutnant, 1827 zum Oberleutnant beim Dragonerregiment Nr. 2 und 1832 zum Rittmeister im Husarenregiment Nr. 2 befördert. 1836 wurde Löwenthal Adjutant bei Erzherzog und Palatin Joseph Anton Johann von Österreich.
1848 nahm er als Major am Feldzug in Oberitalien und 1849 am Feldzug gegen die aufständischen Ungarn teil. Während der Kämpfe in Ungarn war er als Kolonnenführer dem russischen Unterstützungskorps unterstellt.
1852 wurde er zum Kriegsminister Anton Csorich von Monte Creto abkommandiert und 1854 zum Generalmajor Bamberg, Chef der III. und IV. Sektion im Armeeoberkommando. 1855 zum Oberst befördert, verblieb er zunächst beim Armeeoberkommando. Im April 1857 wurde Löwenthal der Internuntiatur in Konstantinopel zugeteilt und 1858 wurde er zum ersten Militärattaché an der österreichischen Botschaft in Paris ernannt. Nach kurzem Aufenthalt in Brüssel während des Oberitalienischen Krieges, blieb er, seit 1861 als Generalmajor, bis zu seiner Abberufung 1868 Attaché in Paris.
Für seine Verdienste wurde er 1871 in den österreichischen Freiherrenstand erhoben und am 1. November 1876 zum Feldmarschalleutnant befördert. Johann Freiherr von Löwenthal starb am 14. Februar 1891, im Alter von 87 Jahren, in Paris.